# Uplift Games
Uplift Games là một nhà phát triển trò chơi có có mặt tại tại Hoa Kỳ và Vương quốc Anh và có 40 nhân viên tính đến năm 2021. Uplift Games là một nhà phát triển nổi tiếng vì đã phát hành trò chơi Adopt Me!. Công ty được thành lập vào năm 2021 để bỏ đi sự nhầm lẫn tên gọi, vì trước đây họ đã đổi tên nhiều lần, chẳng hạn như "Team Adopt Me" hoặc "Dreamcraft." Vào năm 2021, Josh Ling, giám đốc hoạt động kinh doanh tuyên bố rằng nhà phát triển đang làm việc trên các trò chơi khác ngoài Adopt Me!. Vào cuối năm 2022, Uplift Games đặt mục tiêu trở thành nhà phát triển 100 người đầu tiên dựa trên Roblox.

## Các trò chơi

### Adopt Me!
Adopt Me! là một trò chơi trực tuyến nhiều người chơi được phát triển bởi Uplift Games trên nền tảng trò chơi Roblox. Ban đầu, Adopt Me! là một trò chơi nhập vai, trong đó người chơi làm cha mẹ nhận nuôi các đứa trẻ hoặc làm những đứa trẻ được nhận nuôi, nhưng khi trò chơi phát triển, trọng tâm của nó chuyển sang việc nhận nuôi và chăm sóc nhiều loại vật nuôi ảo khác nhau và chúng có thể được giao dịch với những người chơi khác.